# Illice schwartziorum
Illice schwartziorum là một loài bướm đêm thuộc phân họ Arctiinae, họ Erebidae.